# Людвиг Эрнст Брауншвейг-Вольфенбюттельский

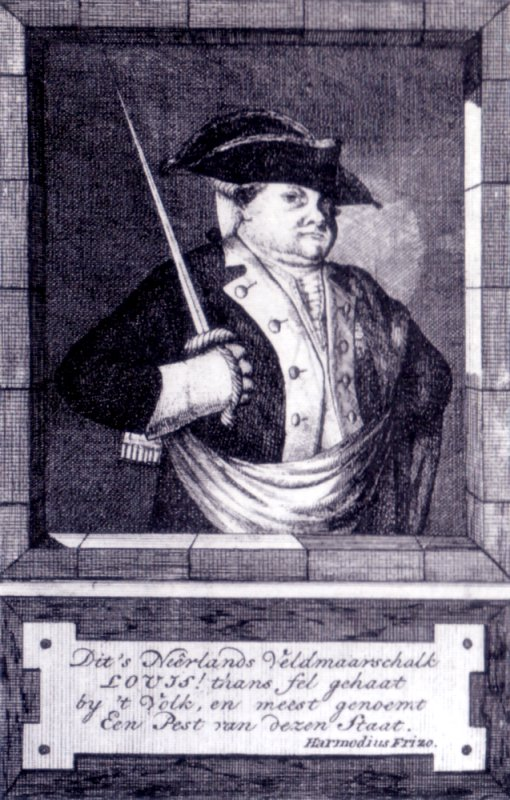
Нидерландская карикатура на Людвига Эрнста Брауншвейгского

Людвиг Эрнст Брауншвейг-Вольфенбюттельский (нем. Ludwig Ernst von Braunschweig-Wolfenbüttel; 25 сентября 1718, Вольфенбюттель — 12 мая 1788, Эйзенах) — принц из рода Вельфов, фельдмаршал Австрии и Нидерландов. С 1751 по 1766 годы — генерал-капитан Нидерландов. В 1759 году после смерти Анны Ганноверской назначен опекуном малолетнего Вильгельма V Оранского и вёл государственные дела Нидерландов до 1766 года. Затем вновь занимал должность фельдмаршала Нидерландов и тайного советника при нерешительном принце.

## Биография
Принц Людвиг Эрнст был третьим сыном герцога Фердинанда Альбрехта II Брауншвейг-Вольфенбюттельского и его супруги Антуанетты Амалии Брауншвейг-Вольфенбюттельской. В 1737 году в звании полковника и командующего пехотным полком поступил на службу в имперскую армию. Принимал участие в турецких войнах до заключения Белградского мира в 1739 году. В мае 1740 года в звании генерал-фельдвахмистра (генерал-майора) (с 13 мая 1740) направлен в Нидерланды.
Брауншвейгская династия не прекращала попыток занять российский престол путём выгодных браков. И Людвиг Эрнст также оказался втянут в эту борьбу. По завещанию Анны Иоанновны российский престол в 1740 году унаследовала не племянница Анна Леопольдовна, а её малолетний сын Иоанн VI. Для укрепления позиций Брауншвейга и Габсбургов в России после некоторых интриг 27 июня 1741 года Людвиг Эрнст стал герцогом Курляндским на место смещённого герцога Эрнста Иоганна Бирона. В медиа есть упоминания, что герцог рассматривался одним из кандидатов в женихи Елизаветы Петровны.
После переворота 6 декабря 1741 года Людвиг Эрнст вновь лишился герцогского титула. Некоторое время он находился в заточении в России, но весной 1742 года вернулся в Германию. Людвиг Эрнст безмерно радовался, что избежал судьбы своего брата Антона Ульриха и его семьи и сумел вернуться в Вольфенбюттель. После этих событий, внушивших ему чёткое отвращение к России, Людвиг Эрнст вновь занялся военной карьерой.
В 1744 году в звании фельдмаршала Австрии Людвиг Эрнст принимал участие во Второй силезской войне и тем самым сражался против своей родни, поддерживающей в своём большинстве Пруссию. В битве при Сооре 30 декабря 1745 года он был ранен, но уже вновь появился на поле сражений в Нидерландах весной 1746 года.
Сражался против Франции в Войне за австрийское наследство.
По пожеланию Вильгельма IV Оранского в 1749 году Людвиг Эрнст вступил в нидерландскую армию в звании фельдмаршала. От службы при дворе Вильгельма Людвиг Эрнст поначалу отказался, но под давлением императрицы ему всё-таки пришлось изменить своё мнение. После смерти Вильгельма IV — 22 октября 1751 года Людвиг Эрнст был назначен генерал-капитаном Нидерландов.
Брат Людвига Эрнста Карл I Брауншвейг-Вольфенбюттельский был назначен правителем нассауских земель Оранского дома. После смерти в 1759 году принцессы Анны Ганноверской братья Брауншвейгские управляли всем имуществом и осуществляли все права Оранского дома, пока в 1766 году место отца не занял Вильгельм V. Почти пятнадцать лет Людвиг Эрнст занимал влиятельную должность при штатгальтере, который следовал его советам практически беспрекословно.
В 1781 году Людвиг Эрнст стал мишенью для местных патриотов. На него обрушился целый поток памфлетов, газетных статей и сатирических листков, в связи с чем его не без оснований считают вероятно самой первой жертвой средств массовой информации в истории Нидерландов. Людвиг Эрнст покинул страну 16 октября 1784 года. Некоторое время он прожил в Ахене и в 1786 году умер в Эйзенахе, где вместе с Августом Людвигом фон Шлёцером писал биографию в свою защиту.
Близкие отношения связывали Людвига Эрнста с веймарским двором, а именно с его племянницей герцогиней Анной Амалией Брауншвейг-Вольфенбюттельской и герцогом Карлом Августом Саксен-Веймар-Эйзенахским. Людвиг Эрнст похоронен в Брауншвейгском соборе.